# Carlos Reutemann
Carlos Reutemann, né le 12 avril 1942 à Santa Fe et mort le 7 juillet 2021 dans la même ville, est un pilote automobile argentin, figure majeure du championnat du monde de Formule 1 entre 1972 et 1982. Il se reconvertit dans la politique après l'arrêt de sa carrière sportive. Membre du Parti justicialiste, il est à deux reprises gouverneur de la province de Santa Fe (1991-1995, 1999-2003) et sénateur fédéral de 2003 à sa mort.

## Biographie

### Carrière sportive
Carlos Reutemann commence sa carrière à la fin des années 1960 en Argentine, d'abord dans des courses de voitures de tourisme (multiple champion d'Argentine  "Annexe J") puis en monoplace (champion national de Formule 2 en 1969). En 1970, il part en Europe pour disputer le championnat d'Europe de Formule 2, au volant d'une Brabham engagée par l'Automobile Club d'Argentine. Dès sa première course, un accrochage avec Jochen Rindt lui vaut une réputation de pilote impulsif. Rapidement, il s'affirme comme une valeur sure du championnat qu'il termine deuxième, en 1971, derrière le Suédois Ronnie Peterson.
En 1972, il est engagé par Bernie Ecclestone dans l'écurie officielle Brabham en Formule 1. Dès son premier Grand Prix, chez lui en Argentine, il réalise la pole position. Avant lui, seul Mario Andretti en 1968 (qui, avant sa pole position à Watkins Glen, comptait une participation avortée au Grand Prix d'Italie) avait réalisé cette performance et il faut attendre Jacques Villeneuve en 1996 pour voir une telle performance rééditée. Il connaît moins de réussite en course où une usure prématurée de ses pneus le relègue en septième position, hors des points. Excepté une victoire au Grand Prix du Brésil (disputé hors-championnat), cette pole position reste son seul fait d'armes marquant de la saison. Il doit attendre le Grand Prix du Canada, en fin d'année, pour inscrire ses premiers points grâce à une quatrième place. À sa décharge, son coéquipier Graham Hill, double champion du monde, n'a guère obtenu plus de résultats. En 1973, le niveau de compétitivité des Brabham s'améliore et Reutemann monte sur ses premiers podiums, au Grand Prix de France sur le Circuit Paul-Ricard puis au Grand Prix des États-Unis sur le Circuit de Watkins Glen et termine le championnat en septième position. 

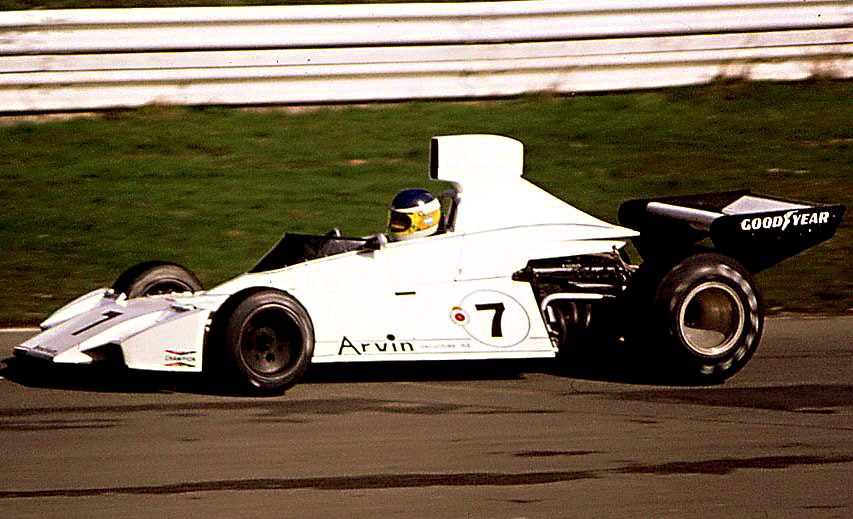
Carlos Reutemann en 1974 sur la Brabham BT44, lors de la Race of Champions une course hors-championnat à Brands Hatch.

Les premiers succès arrivent en 1974. Au volant de la Brabham BT44, œuvre de l'ingénieur sud-africain Gordon Murray, il domine le Grand Prix d'Argentine avant d'abandonner dans le dernier tour, au désespoir de tout un pays, puis remporte les Grand Prix d'Afrique du Sud, d'Autriche et des États-Unis. Il paye le manque de fiabilité de sa monture en ne terminant que sixième du championnat, sans jamais s'être immiscé dans la lutte pour le titre mondial. Scénario inverse en 1975 où il ne gagne que le Grand Prix d'Allemagne sur le Nürburgring et fait preuve d'une remarquable régularité en multipliant les places d'honneur. À la veille du Grand Prix d'Italie, il est le dernier à pouvoir disputer le titre au dominateur Niki Lauda. Ces résultats lui permettent de terminer troisième du championnat, à distance respectable de l'Autrichien.
En 1976, la progression de Brabham dans la hiérarchie est interrompue par la décision de Bernie Ecclestone d'abandonner le traditionnel moteur V8 Cosworth au profit d'un inédit 12 cylindre à plat Alfa Romeo. Prometteuse sur le papier, la nouvelle association est surtout la source de multiples problèmes techniques. Au beau milieu de l'été 1976, lassé par une série d'abandons imputables à sa monture, Reutemann quitte Brabham pour répondre la Scuderia Ferrari qui cherche un remplaçant à Lauda, grièvement blessé lors du Grand Prix d'Allemagne. Reutemann fait ses débuts pour sa nouvelle équipe à l'occasion du Grand Prix d'Italie mais, contrairement à ce qui était prévu, au volant d'une troisième voiture puisque Lauda a anticipé son retour à la compétition. En fin de la saison, il doit se contenter d'un rôle de pilote essayeur avec l'assurance d'être titularisé la saison suivante à la place de Clay Regazzoni.

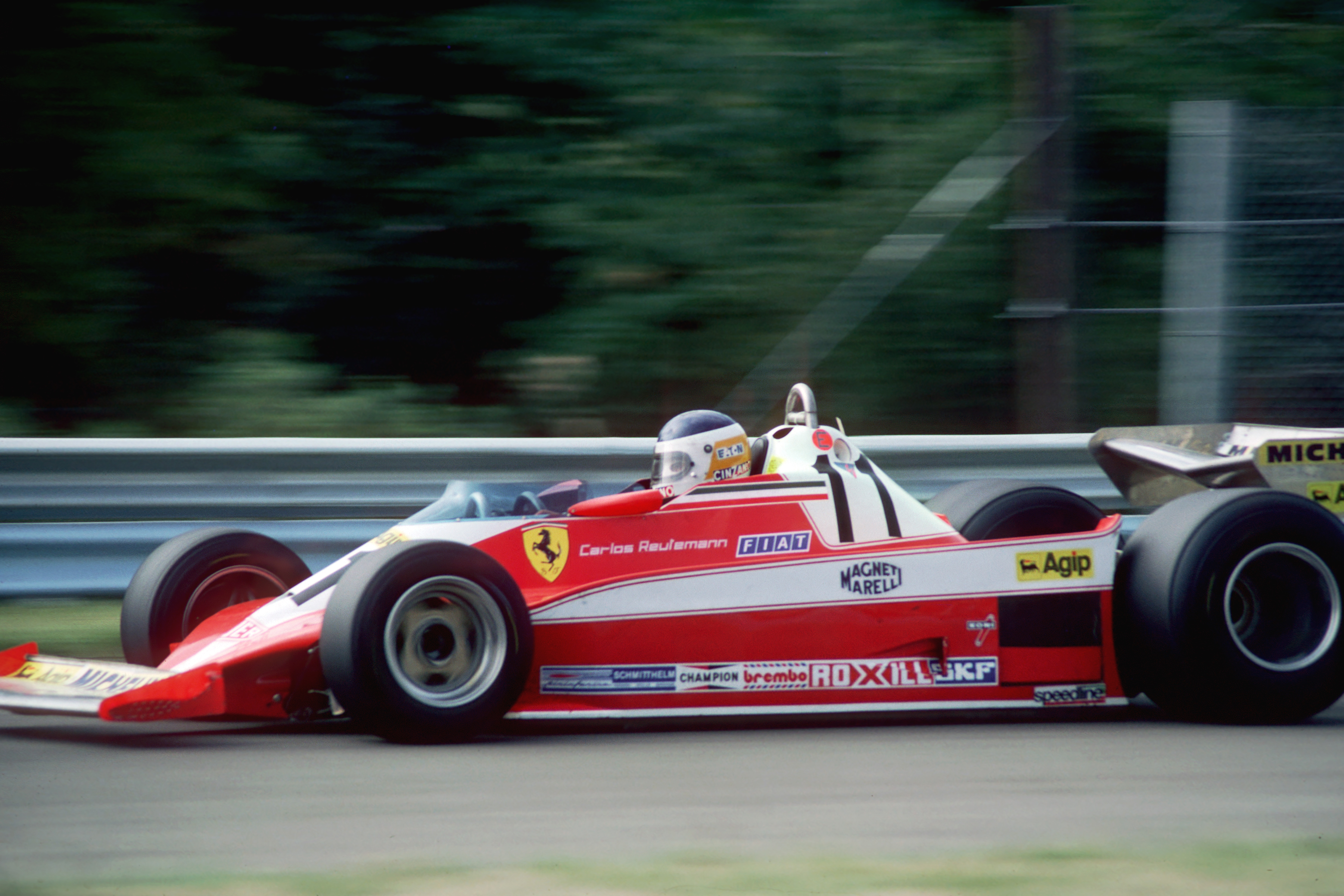
Carlos Reutemann lors de sa victoire au GP des États-Unis Est 1978, disputé à Watkins Glen dans l'État de New York.

Reutemann aborde la saison 1977 avec des ambitions élevées et un statut lourd à porter. Non seulement il a remplacé Regazzoni mais en raison des doutes qui entourent le niveau de compétitivité de Lauda qui a perdu la confiance d'Enzo Ferrari en abandonnant dès les premiers tours du Grand Prix du Japon 1976, décisif pour l'attribution du titre mondial, il fait figure de premier pilote au sein de la Scuderia et de favori pour le titre mondial. Une troisième place au Grand Prix d'Argentine suivie d'une victoire au Grand Prix du Brésil semblent conforter ce statut mais la suite de la saison est plus difficile. Malgré une position délicate au sein de la Scuderia (il entretient des rapports très tendus avec Enzo Ferrari et son directeur sportif), Niki Lauda affirme sa supériorité sur Reutemann qui perd progressivement pied, battu sur la piste mais également hors-piste dans le combat psychologique. Tandis que Lauda remporte son deuxième titre mondial, Reutemann se contente d'une quatrième place finale.
Débarrassé de Niki Lauda qui quitte la Scuderia sitôt son deuxième titre acquis, Reutemann retrouve les coudées franches chez Ferrari en 1978. De retour à son meilleur niveau, il prend facilement l'ascendant sur le débutant québécois Gilles Villeneuve qui remplace Lauda depuis les deux dernières courses de la saison précédente, remporte quatre victoires et s'affirme comme l'un des rares pilotes du plateau capable de concurrencer ponctuellement les redoutables Lotus 79 à effet de sol de Mario Andretti et Ronnie Peterson. Il termine troisième du championnat en ayant tiré le meilleur du matériel dont il disposait.
En 1979, Reutemann quitte Ferrari pour rejoindre le Team Lotus où il remplace Ronnie Peterson, mort en fin de saison précédente. Reutemann pense récupérer une voiture dominatrice mais tombe de haut en constatant que la concurrence a copié et amélioré le principe de l'effet de sol lancé par Lotus. Après un début de saison correct, Reutemann termine sixième du championnat au cours duquel il a dominé le champion en titre Mario Andretti.

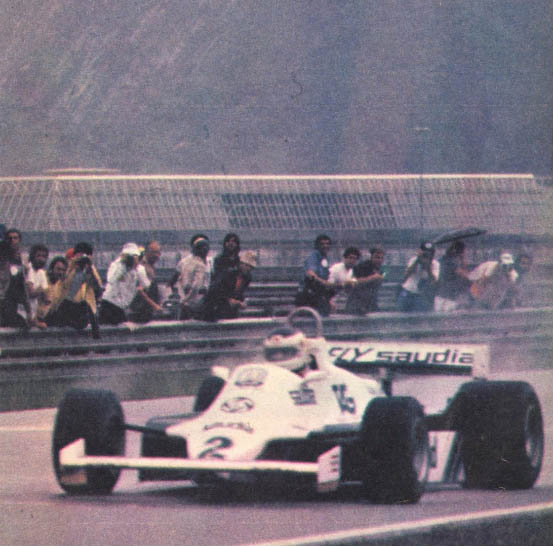
Reutemann lors du Grand Prix du Brésil 1981.

En vue de la saison 1980, il quitte Lotus pour Williams F1 Team qui a fait la plus grosse impression lors de la deuxième moitié de saison 1979. Le choix de carrière de Reutemann qui remplace à nouveau Clay Regazzoni s'avère judicieux mais, comme en 1977 chez Ferrari, il subit les affres de la concurrence interne et se fait le plus souvent dominer par son coéquipier australien Alan Jones qui remporte le titre mondial. Toujours chez Williams en 1981, Reutemann entend prendre sa revanche sur Jones, malgré le statut de premier pilote dont bénéficie l'Australien. Visiblement plus à son aise que l'année précédente, Reutemann remporte sa seconde victoire hors-championnat lors du Grand Prix d'Afrique du Sud disputé sous l'égide de la World Federation of Motor Sport, créée pour l'occasion par la Formula One Constructors Association organisatrice de ce Grand Prix, sans l'accord de la Fédération internationale du sport automobile et en l'absence des écuries légalistes (Renault Ferrari et Alfa Romeo) qui ne compte pas pour le championnat du monde 1981. Reutemann termine deuxième du Grand Prix des États-Unis Ouest, première course de la saison disputée sur le Circuit urbain de Long Beach, derrière son coéquipier Alan Jones. Il remporte la deuxième course de la saison au Brésil, une victoire qui lui attire les foudres de son écurie qui lui reproche d'avoir ignoré une consigne d'avant-course lui ordonnant de laisser la victoire à Jones. Confirmant tout au long de la saison sa domination sur Jones, Reutemann doit subir la remontée au championnat du jeune Brésilien Nelson Piquet, sur Brabham, qui a déjà lutté pour le titre mondial l'année précédente face à Alan Jones. L'ambiance au sein de l'écurie Williams reste très tendue depuis le Brésil et Reutemann est loin de bénéficier du soutien de ses employeurs Frank Williams et Patrick Head ni de son coéquipier Alan Jones qui le déteste.
Reutemann arrive au Grand Prix de Las Vegas, ultime manche du championnat du monde, avec un point d'avance sur Piquet. Qualifié en pole position tandis que Piquet a manqué ses essais, il semble avoir tous les éléments en main pour remporter le titre mondial après lequel il court depuis plusieurs années. Dès le départ, il se fait surprendre par Jones puis se laisse engluer dans le peloton. En proie à des problèmes de boîte de vitesses, il glisse jusqu'en septième position et se fait rejoindre au dix-septième des 75 tours de course par Piquet qui le passe sans grande difficulté. En accédant à la sixième place au 22e tour en dépassant John Marshall Watson, Piquet ravit virtuellement pour la première fois de la saison la première place du championnat du monde à Reutemann qui était en tête du championnat depuis le troisième Grand Prix de la saison en Argentine où il avait fini deuxième. En fin de course, le championnat semble basculer de nouveau, Piquet étant physiquement à la peine, victime de nausées et de vomissements. Il parvient à rester dans les points tandis que Reutemann termine huitième. À l'issue de la course, Reutemann tente de justifier son échec en évoquant ses soucis de boîte de vitesses mais ne peut empêcher nombre d'observateurs d'estimer qu'il a à nouveau craqué mentalement. Plusieurs jours après la course, la boîte de vitesses est démontée et des membres de l'écurie Williams reconnaissent qu'elle était dans un piteux état.
Malgré l'attitude de son employeur à son égard (à l'issue du Grand Prix de Las Vegas, Frank Williams s'est réjoui de la victoire de Jones, semblant se désintéresser du titre mondial perdu par son autre pilote), Reutemann reste chez Williams en 1982. Il commence la saison en terminant deuxième du Grand Prix d'Afrique du Sud puis, à 39 ans, annonce brutalement l'arrêt de sa carrière à l'issue du Grand Prix du Brésil, deuxième manche de la saison. Il explique cette décision soudaine par la trop grande fermeté des monoplaces et la souffrance qu'il ressentait alors à piloter. En effet, les jupes mobiles permettant l'effet de sol des wing-cars étant désormais interdites, les constructeurs installèrent des jupes fixes et des suspensions quasi-rigides, les monoplaces devenant d'une dureté jamais atteinte.

## Carrière politique
Soutenu par le Président péroniste Carlos Menem, Carlos Reutemann fait ses premiers pas en politique à la fin des années 1980. Sous les couleurs du Parti justicialiste (péroniste), il se présente avec succès à l'élection pour le poste de gouverneur de la province de Santa Fe, qu'il occupe de 1991 à 1995. Il signe un décret, le 15 janvier 1992, ordonnant la destruction d'archives étatiques, dont une partie fut sauvée par des ONG. En mai 2010, une plainte a été déposée contre lui pour élimination de preuves concernant les crimes contre l'humanité commis lors de la dictature.
La constitution lui interdisant de briguer un deuxième mandat consécutif, il doit attendre 1999 pour se présenter à nouveau, et est à nouveau élu. En raison de la grave crise économique qui touche l'Argentine, ce deuxième mandat s'avère plus difficile que le premier. Critiqué par la gauche péroniste pour sa politique fiscale conservatrice, la manière dont la police a réprimé les manifestations de décembre 2001 (7 morts), ainsi que pour sa gestion des inondations d'avril 2003 (23 morts au cours de celles-ci et 160 causées après coup par celles-ci), Reutemann n'en est pas moins resté une figure importante de la vie politique argentine, au point d'être plus d'une fois pressenti pour se porter candidat à la présidence, ce qu'il a systématiquement décliné. 
En 2003, à l'issue de son deuxième mandat de gouverneur, Carlos Reutemann est élu en tant que sénateur fédéral. Il siège au sein de la coalition gouvernementale du Front pour la victoire de Cristina Kirchner. À partir de 2012 au moins, il est dans l'opposition et exerce son mandat à la chambre haute jusqu'à sa mort.

## Palmarès

### Monoplaces
- Vice-champion du monde de Formule 1 en 1981
- Victorieux de 12 Grands Prix de championnat du monde F1 (plus 2 victoires hors championnat).
- 3e des championnats du monde F1 en 1975, 1978 et 1980.
- 4e du championnat du monde F1 en 1977

A piloté pour :
- Brabham (72-76)
- Ferrari (76-78)
- Lotus (79)
- Williams (80-82)

A piloté en Endurance pour Ferrari (1973, 2 secondes places avec Tim Schenken, abandon aux 24H du Mans alors que la voiture est en tête) et Alfa Roméo en 1974 (2 accessits avec Rolf Stommelen).
Vice-champion d'Europe de F2 en 1971 (derrière Ronnie Peterson).

### Résultats en championnat du monde de Formule 1
| Saison | Écurie                                         | Châssis     | Moteur                                 | Pneus             | GP disputés | Victoires | Pole positions | Meilleurs tours | Points inscrits | Classement |
| ------ | ---------------------------------------------- | ----------- | -------------------------------------- | ----------------- | ----------- | --------- | -------------- | --------------- | --------------- | ---------- |
| 1972   | Motor Racing Developments Ltd                  | BT34 BT37   | Ford V8                                | Goodyear          | 10          | 0         | 1              | 0               | 3               | 16e        |
| 1973   | Motor Racing Developments Ltd                  | BT37 BT42   | Ford V8                                | Goodyear          | 15          | 0         | 0              | 0               | 16              | 7e         |
| 1974   | Motor Racing Developments Ltd                  | BT44        | Ford V8                                | Goodyear          | 15          | 3         | 1              | 1               | 32              | 6e         |
| 1975   | Martini Racing                                 | BT44B       | Ford V8                                | Goodyear          | 14          | 1         | 0              | 0               | 37              | 3e         |
| 1976   | Martini Racing Scuderia Ferrari SpA SEFAC      | BT45 312T2  | Alfa Romeo 12 à plat Ferrari 12 à plat | Goodyear          | 13          | 0         | 0              | 0               | 3               | 16e        |
| 1977   | Scuderia Ferrari SpA SEFAC                     | 312T2       | Ferrari 12 à plat                      | Goodyear          | 17          | 1         | 0              | 0               | 42              | 4e         |
| 1978   | Scuderia Ferrari SpA SEFAC                     | 312T2 312T3 | Ferrari 12 à plat                      | Michelin          | 16          | 4         | 2              | 2               | 48              | 3e         |
| 1979   | Martini Racing Team Lotus                      | 79          | Ford V8                                | Goodyear          | 15          | 0         | 0              | 0               | 25              | 6e         |
| 1980   | Albilad-Williams Racing Team                   | FW07B       | Ford V8                                | Goodyear          | 14          | 1         | 0              | 1               | 49              | 3e         |
| 1981   | Albilad-Williams Racing Team TAG Williams Team | FW07C       | Ford V8                                | Goodyear Michelin | 15          | 2         | 2              | 2               | 49              | 2e         |
| 1982   | TAG Williams Team                              | FW07C       | Ford V8                                | Goodyear          | 2           | 0         | 0              | 0               | 6               | 15e        |

### Victoires en championnat du monde de Formule 1
| #  | Année | Manche | Grand Prix       | Circuit        | Écurie   | Voiture | Résumé |
| -- | ----- | ------ | ---------------- | -------------- | -------- | ------- | ------ |
| 1  | 1974  | 3/15   | Afrique du Sud   | Kyalami        | Brabham  | BT44    | Résumé |
| 2  | 1974  | 12/15  | Autriche         | Österreichring | Brabham  | BT44    | Résumé |
| 3  | 1974  | 15/15  | États-Unis       | Watkins Glen   | Brabham  | BT44    | Résumé |
| 4  | 1975  | 11/14  | Allemagne        | Nürburgring    | Brabham  | BT44B   | Résumé |
| 5  | 1977  | 2/17   | Brésil           | Interlagos     | Ferrari  | 312 T2  | Résumé |
| 6  | 1978  | 2/16   | Brésil           | Jacarepaguá    | Ferrari  | 312 T2  | Résumé |
| 7  | 1978  | 4/16   | États-Unis Ouest | Long Beach     | Ferrari  | 312 T3  | Résumé |
| 8  | 1978  | 10/16  | Grande-Bretagne  | Brands Hatch   | Ferrari  | 312 T3  | Résumé |
| 9  | 1978  | 15/16  | États-Unis Est   | Watkins Glen   | Ferrari  | 312 T3  | Résumé |
| 10 | 1980  | 6/14   | Monaco           | Monaco         | Williams | FW07B   | Résumé |
| 11 | 1981  | 2/15   | Brésil           | Jacarepaguá    | Williams | FW07C   | Résumé |
| 12 | 1981  | 5/15   | Belgique         | Zolder         | Williams | FW07C   | Résumé |

### Autres victoires en Formule 1
| no | Année | Épreuve                     | Circuit    | Départ | Écurie   | Châssis |
| -- | ----- | --------------------------- | ---------- | ------ | -------- | ------- |
| 1  | 1972  | Grand Prix du Brésil        | Interlagos | 2e     | Brabham  | BT34    |
| 2  | 1981  | Grand Prix d'Afrique du Sud | Kyalami    | 2e     | Williams | FW07C   |

### Rallyes

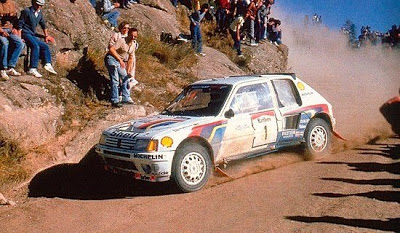
Carlos Reutemann au Rallye d'Argentine 1985, troisième sur Peugeot 205 Turbo 16.

- 2 participations à des manches du Championnat du monde des Rallyes WRC (record de la moyenne de podiums par rallyes engagés, 2/2):
  - Argentine 1980 : sur Fiat 131 Abarth (3e, participant ainsi de fait à l'acquisition par Fiat de son troisième et dernier titre en Championnat du monde des rallyes constructeurs);
  - Argentine 1985 : sur Peugeot 205 T16 (3e - copilote le français Jean-François Fauchille, habituellement partenaire de Bruno Saby).
- Championnat national:
  - Champion d'Argentine classe D : 1966 et 1967, sur Fiat 1500 (Campeonato Argentino de Turismo Nacional (es))
  - Champion d'Argentine Formule 2 1969

Il est ainsi le seul pilote à avoir connu des podiums en F1 et rallyes, depuis la création du championnat du monde des rallyes.

## Résultats aux 24 heures du Mans
| Année | Châssis        | Écurie            | Coéquipier   | Résultat |
| ----- | -------------- | ----------------- | ------------ | -------- |
| 1973  | Ferrari 312 PB | Sefac Ferrari SpA | Tim Schenken | Abandon  |